# 29-й Вирджинский пехотный полк
29-й Вирджинский пехотный полк (The 29th Virginia Volunteer Infantry Regiment) — пехотный полк, набранный в штате Вирджиния для армии Конфедерации во время Гражданской войны в США. Он сражался в основном в западной Вирджинии, Кентукки, Северной Каролине и Вирджинии.